# Pik Kurchatova
Pik Kurchatova (englische Transkription von russisch Пик Курчатова Pik Kurtschatowa, deutsch ‚Kurtschatowgipfel‘) ist ein Berggipfel im ostantarktischen Mac-Robertson-Land. In den Prince Charles Mountains ragt er südwestlich der Gora Stoletova und nordöstlich des Pardoe Peak auf.
Russische Wissenschaftler benannten ihn. Wahrscheinlicher Namensgeber ist der sowjetische Physiker Igor Wassiljewitsch Kurtschatow (1903–1960).